# Фрутпорт (Мичиген)
Фрутпорт (енгл. Fruitport) град је у америчкој савезној држави Мичиген.

## Демографија
По попису из 2010. године број становника је 1.093, што је 31 (-2,8%) становника мање него 2000. године.
| Група             | 2000.         | 2010.         |
| Белци             | 1.091 (97,1%) | 1.037 (94,9%) |
| Афроамериканци    | 1 (0,1%)      | 16 (1,5%)     |
| Азијати           | 7 (0,6%)      | 4 (0,4%)      |
| Хиспаноамериканци | 16 (1,4%)     | 22 (2,0%)     |
| Укупно            | 1.124         | 1.093         |